# Bellum omnium contra omnes

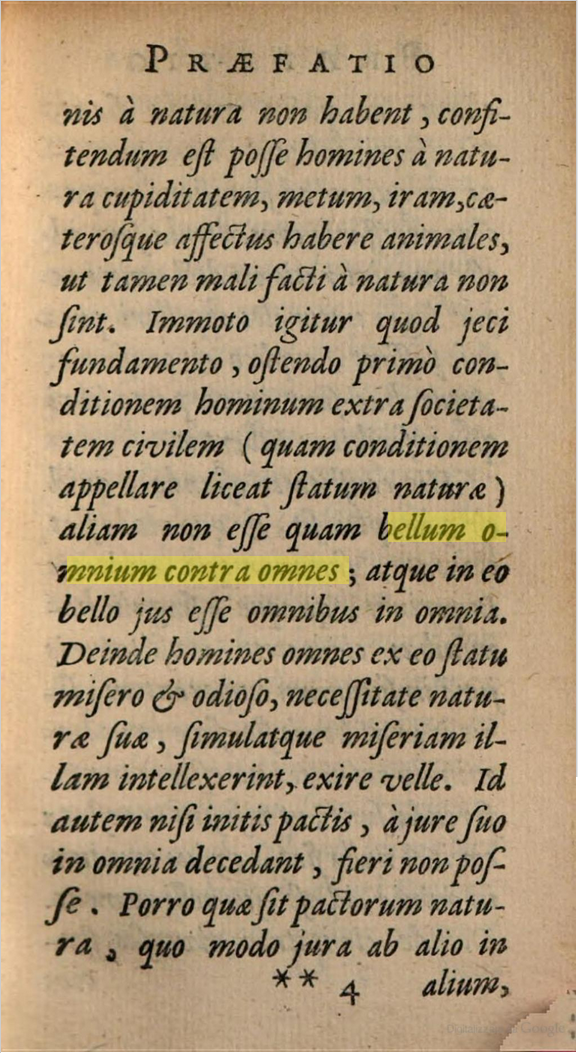
Ausschnitt aus der Præfatio (Vorrede) von Hobbes’ De Cive (revidierte Ausgabe, Amsterdam 1647)

Mit dem lateinischen Ausdruck bellum omnium contra omnes – „Krieg aller gegen alle“ oder „Kampf aller gegen alle“ – beschrieb der englische Philosoph Thomas Hobbes in seinem lateinischsprachigen Werk De Cive (1642) einen angenommenen Naturzustand der Menschheit. In seiner staatstheoretischen Schrift Leviathan (1651) in englischer Sprache arbeitete er diesen Gedanken weiter aus.

## Sprachgebrauch bei Hobbes

### De Cive
In seiner lateinischen Schrift De Cive (Über den Bürger) von 1642 spricht Hobbes erstmals vom bellum omnium contra omnes, und zwar wörtlich in der Praefatio (Vorrede), Sektion 14:
Ostendo primo conditionem hominum extra societatem civilem (quam conditionem appellare liceat statum naturae) aliam non esse quam bellum omnium contra omnes; atque in eo bello jus esse omnibus in omnia.
„Ich zeige zuerst, dass der Zustand der Menschen ohne zivile Gesellschaft (welcher Zustand der Naturzustand genannt werden darf) kein anderer ist als ein Krieg aller gegen alle; und dass in diesem Krieg alle das Recht haben zu allem.“
Dies sei der Zustand vor der Entstehung menschlicher Gesellschaftsformen gewesen. In Kapitel 1, Sektion 12, taucht der Begriff leicht abgewandelt auf, als bellum omnium in omnes:
Status hominum naturalis antequam in societatem coiretur Bellum fuerit; neque hoc simpliciter, sed bellum omnium in omnes.
„Der Naturzustand der Menschen, bevor man sich zur Gesellschaft vereinigte, war Krieg; und dieser nicht in gewöhnlicher Weise, sondern als Krieg aller gegen alle.“

### Leviathan
Hobbes’ Leviathan erschien 1651 in englischer Sprache. Im ersten Teil verwendet Hobbes die Formulierungen warre of every one against every one (Kapitel 14) und a warre […] of every man against every man (Kapitel 13 und 14) sowie a perpetuall warre of every man against his neighbour (Kapitel 24). Die zentrale Passage in Kapitel 13 lautet:

“Hereby it is manifest, that during the time men live without a common Power to keep them all in awe, they are in that Condition which is called Warre; and such warre, as is of every man, against every man. […] In such a condition there is no place for Industry; because the fruit thereof is uncertain: and consequently no Culture of the Earth; no Navigation, nor use of the commodities that may be imported by Sea; no commodious Building; no Instruments of moving, and removing as require much force; no Knowledge of the face of the Earth; no account of Time; no Arts; no Letters; no Society, and which is worst of all, continuall feare, and danger of violent death; And the life of Man, solitary, poore, nasty, brutish, and short.”

„Es zeigt sich an dieser Stelle, dass, so lange Menschen ohne eine gemeinsame Macht leben, die sie alle in Bann hält, sie sich in dem Zustand befinden, den man Krieg nennt; und dabei handelt es sich um einen Krieg aller Menschen gegen alle Menschen. […] In einem solchen Zustand hat menschlicher Fleiß keinen Platz; denn die Früchte, die er ernten könnte, sind ungewiss: und konsequenterweise gibt es da keine Landwirtschaft, keine Seefahrt, keinen Gebrauch von Luxusgegenständen, die von Übersee eingeführt werden müssen; keine bequemen Gebäude; keine Maschinen, mit denen sich größere Lasten bewegen lassen; kein Wissen über die Gestalt der Erde; keine Geschichtsschreibung; keine menschlichen Erfindungen; keine Wissenschaften; keine Gesellschaft, und was das Schlimmste ist, fortwährende Angst und die Gefahr des gewaltsamen Todes; und das Leben des Menschen ist einsam, arm, elend, nicht besser als das eines Tieres und kurz.“

## Erläuterung
Mit der Theorie vom „Krieg aller gegen alle“ postulierte Hobbes, dass der Mensch im Naturzustand nicht friedlich mit seinem Mitmenschen zusammenleben würde. Jeder muss, so die im Leviathan vorausgehenden Überlegungen, letztlich sein eigenes Leben absolut setzen – verliert er es, so verliert er alles, was er besitzt. In der Folge könne sich niemand von irgendjemandem eine Beschneidung seiner Rechte und eine Zurückstufung gefallen lassen, mit der er womöglich in letzter Konsequenz eher als ein anderer dem Wohl der Gemeinschaft geopfert würde. Jedem bleibt im Zustand vor dem Zusammenleben mithin nur die Möglichkeit, sich diesem Zusammenleben zum eigenen Schutz zu verweigern und einen Kampf gegen die anderen zu führen, die ihm nur eine reduzierte, seinen Wert relativierende Stellung in einem Gemeinwesen anbieten können (homo homini lupus).
Aus der Tatsache, dass wir jedoch nur in Gruppen überleben können, folgt an dieser Stelle ein Nächstes, was den Aufbau dieser Gruppen betrifft: Das menschliche Zusammenleben kann nur friedlich gedeihen, wenn eine absolute Macht gesetzt wird, eine Macht, die allen die Ansprüche auf den Existenzkampf beschneidet und im Notfall den Einzelnen, etwa einen Straftäter, all seiner Rechte berauben kann. Hobbes setzte hier die weiteren Überlegungen an, dass unter allen Formen absoluter Machtausübung die Monarchie, die Machtausübung durch einen Einzelnen, die sicherste ist: Der Regent ist wie jedes Individuum auf seine persönliche Sicherheit bedacht und verteidigt mit seiner Person die absolute Machtausübung, die ihm eingeräumt wird, unter Einsatz dessen, was ihm persönlich am kostbarsten ist: seines Lebens. Die Herrschaft eines einzelnen Regenten geschieht so gesehen mit einer Entschlossenheit und Einheit, die kein Gremium aus mehreren Individuen mehr aufbieten kann.
Alle weitere Macht im Gemeinwesen – das schließt Macht der Religionen ein – müsse darauf verpflichtet werden, die absolute Macht des Regenten zum Schutz aller voreinander zu stärken.

## Historischer Hintergrund
Im Januar 1649 wurde Karl I. von England im englischen Bürgerkrieg enthauptet. Thomas Hobbes nahm als Anhänger der Krone die Ereignisse aus dem französischen Exil wahr. Sein Leviathan erschien aus dem Ausland lanciert auf dem englischen Markt und als Affront gegen alle agierenden Parteien: Hobbes forderte die Rückkehr zur Monarchie, und zwar zu einer entschieden absoluteren, als sie zuvor bestand. Ohne einen starken König geschah in England, so seine Darlegung, was von Natur aus geschehen musste: Der Bürgerkrieg, der Krieg aller gegen alle, brach aus, was für Hobbes nur dadurch zu lösen war, dass der exilierte Thronnachfolger zurückkehre und eine vollständig souveräne weltliche Macht etabliert werde – in England durch strikte Unterordnung der Religion in allen Fragen des bürgerlichen Zusammenlebens unter die Staatsräson, die den Krieg aller gegen alle zu verhindern habe.
Der Leviathan provozierte Vertreter der Religion – da sie das Menschenbild mit Hobbes teilten, wenn sie dem Menschen eine nur mit Gewalt zu bändigende böse Natur zutrauten. Die Konsequenz war jedoch für Hobbes die Entmachtung der Kirche und des religiösen „Dissents“ in allen Fragen weltlicher Regierung. Hobbes spielte den Affront offen aus, wenn er darauf bestand, dass der Krieg aller gegen alle nicht einmal mit dem Sündenfall zu tun haben sollte, sondern allein aus der natürlichen Verteidigung des Lebens resultiere, die mit dem Bewusstsein der eigenen Existenz beginne. Es genüge eine allein als Materieansammlung gedachte Welt, um den gegenwärtigen Zustand zu erklären – sollte die Religion im Menschenbild darüber hinaus aber mit ihm übereinstimmen, so würde sie seine Thesen nur unterstreichen.

## Wirkung
Das Theorem vom „Krieg aller gegen alle“ wurde in der Staatsrechtsdiskussion einflussreich, da es eine Legitimation dafür anbot, weltliche Macht unabhängig von religiösen Fundierungen zu konzipieren und die Rolle der Religion im Staat unterzuordnen. Kompromissformeln wurden mit den staatsrechtlichen Visionen Pufendorfs und der weniger prominenten Philosophen gesucht, die auf Hobbes, den des Atheismus verdächtigen Philosophen, reagierten.
Durch die Glorious Revolution 1688, in der ein weiteres Mal ein englischer König abgesetzt wurde, wurde Hobbes’ Postulat erschüttert, da die Ereignisse nicht in einen erneuten Bürgerkrieg führten. Stattdessen erwies sich eine Kontrolle weltlicher Macht als organisierbar. John Locke reagierte auf diese Entwicklungen mit dem staatstheoretischen Modell, das er in den Two Treatises of Government (Zwei Abhandlungen über die Regierung) 1689 veröffentlichte. Denkbar war im neuen Modell, dass Menschen im Naturzustand einen weit komplexeren Gesellschaftsvertrag als den von Hobbes skizzierten aushandeln und sich zum gemeinsamen größtmöglichen Wohlstand zusammenschließen.
Die kritischere Debatte des Menschenbildes, das Hobbes mit dem „Krieg aller gegen alle“ postuliert hatte, setzte mit Shaftesbury in den 1690er Jahren ein, der den Menschen im Naturzustand als altruistisches, für seine Mitmenschen zur Selbstaufopferung bereites Lebewesen konstruierte und der postulierte, der gegenwärtig zu beobachtende Egoismus sei primär das Ergebnis einer Staatsform und religiöser Vorstellungen, die an diesen Egoismus so lange und mit einem solchen Aufgebot an Belohnungen und Strafen appellierten, bis er sich zur individuellen Grundhaltung entwickelte.